# ويليام باير (شاعر)
ويليام باير (بالإنجليزية: William Baer)‏ هو شاعر أمريكي، ولد في 29 ديسمبر 1948 في جنيف في الولايات المتحدة.